# We Boom
We Boom – trzeci minialbum NCT Dream – podgrupy południowokoreańskiego boysbandu NCT. Ukazał się 26 lipca 2019 roku, nakładem wytwórni SM Entertainment. Płytę promował singel „Boom".

## Lista utworów
| CD | CD                                      | CD                                                                  | CD | CD                                            | CD      |
| Nr | Tytuł utworu                            | Tekst                                                               | Kompozycja | Aranżacja                                     | Długość |
| -- | --------------------------------------- | ------------------------------------------------------------------- | --- | --------------------------------------------- | ------- |
| 1. | „Boom”                                  | Baek Geum-min (Song Carat), Lee Soo-jung (Song Carat), Kim Min-ji   | Cedric "Dabenchwarma" Smith (3Sixty), Keynon "KC" Moore (3Sixty), Yoo Young-jin, Curtis Richardson (WayBetta), Adien Lewis (WayBetta), Ryan S. Jhun | 3Sixty, Yoo Young-jin, WayBetta, Ryan S. Jhun | 3:15    |
| 2. | „Stronger”                              | Hwang Yoo-bin, MQ (BeatBurger)                                      | Bobii Lewis, Deez, Sonny J Mason | Sonny J Mason, Deez                           | 3:26    |
| 3. | „119”                                   | Baek Geum-min (Song Carat), Lee Soo-jung (Song Carat), Jeno, Jaemin | Jonatan Gusmark (Moonshine), Ludvig Evers (Moonshine), Cazzi Opeia (Sunshine), Ellen Berg Tollbom (Sunshine)                                        | Moonshine                                     | 3:59    |
| 4. | „Bye My First…” (kor. 사랑이 좀 어려워) | Ryu Da-som, Kim Eun-joo, Jeno, Jaemin, Jisung                       | Benjamin Ingrosso, Livvi Franc, Louis Schoorl | Louis Schoorl                                 | 3:27    |
| 5. | „Best Friend”                           | Le'mon (Joombas), Jeno, Jaemin, Jisung                              | Jamil "Digi" Chammas, Anthony Russo, MZMC | Jamil "Digi" Chammas                          | 3:24    |
| 6. | „Dream Run”                             | Kyung Jin-hee, Jang Jung-won, Jeno                                  | David Fremberg, Andreas Stone Johansson | David Fremberg, Andreas Stone Johansson       | 3:44    |

## Notowania
| Lista                     | Pozycja |
| ------------------------- | ------- |
| Circle Weekly Album Chart | 1       |
| Hungarian Albums (MAHASZ) | 39      |
| Japanese Albums (Oricon)  | 16      |

## Sprzedaż
| Kraj             | Sprzedaż |
| ---------------- | -------- |
| Korea Południowa | 361 806  |